# Eleição municipal de Jundiaí em 2008
A eleição municipal da cidade brasileira de Jundiaí aconteceu em 2008  como parte das eleições nos 26 estados brasileiros. A eleição ocorreu em turno único, sendo em 5 de outubro. Ao final foram eleitos o prefeito, o vice-prefeito e 16 vereadores.

## Candidatos
No primeiro turno, quatro candidatos disputaram o poder executivo da cidade: Gerson Sartori pelo PT, Miguel Haddad pelo PSDB, Pedro Bigardi pelo PCdoB, e Vanderlei Victorino pelo PSOL.
|  | Nº | Candidato(a) a prefeito | Candidato(a) a prefeito                                 | Candidato(a) a vice-prefeito | Candidato(a) a vice-prefeito                               | Coligação |
|  | -- | ----------------------- | ------------------------------------------------------- | ---------------------------- | ---------------------------------------------------------- | --- |
|  | 13 |                         | Gerson Sartori (PT) Gerson Henrique Sartori             |                              | Eliseu Costa (PT) Eliseu Silva Costa                       | Sem coligação - Partido dos Trabalhadores (PT) |
|  | 45 |                         | Miguel Haddad (PSDB) Miguel Moubadda Haddad             |                              | Luiz Fernando Machado (PSDB) Luiz Fernando Arantes Machado | "Construindo o Futuro" * Partido Social Cristão (PSC) - Partido da República (PR) - Partido da Mobilização Nacional (PMN) - Partido Republicano Progressista (PRP) - Partido da Social Democracia Brasileira (PSDB) - Partido Pátria Livre (PPL) - Partido Social Democrático (PSD) - Partido Trabalhista do Brasil (PTdoB) - Partido Trabalhista Nacional (PTN) - Partido do Movimento Democrático Brasileiro (PMDB) - Partido Verde (PV) - Partido Trabalhista Cristão (PTC) - Partido Renovador Trabalhista Brasileiro (PRTB) - Democratas (DEM) - Partido Progressista (PP) - Partido Social Democrata Cristão (PSDC) - Partido Republicano Brasileiro (PRB) - Partido Social Liberal (PSL) - Partido Humanista da Solidariedade (PHS) |
|  | 50 |                         | Vanderlei Victorino (PSOL) Vanderlei Natalino Victorino |                              | Ângela Pacanaro (PSOL) Ângela Maria Pacanaro dos Santos    | Sem coligação - Partido Socialismo e Liberdade (PSOL) |
|  | 65 |                         | Pedro Bigardi (PCdoB) Pedro Antonio Bigardi             |                              | Cristiano Lopes (PSB) Cristiano Vecchi Castro Lopes        | "Jundiaí quer novas ideias" * Partido Comunista do Brasil (PCdoB) - Partido Democrático Trabalhista (PDT) - Partido Popular Socialista (PPS) - Partido Socialista Brasileiro (PSB) |

## Resultados

### Prefeito
Resultado das eleições para prefeito de Jundiaí, com 100% das urnas apuradas.
| Miguel Haddad (PSDB)      | Luiz Fernando Machado (PSDB) | 98.734  | 50,31%  |
| Pedro Bigardi (PCdoB)     | Cristiano Lopes (PSB)        | 68.461  | 34,89%  |
| Gerson Sartori (PT)       | Eliseu Costa (PT)            | 26.673  | 13,59%  |
| Vanderlei Vitorino (PSOL) | Ângela Pacanaro (PSOL)       | 2.366   | 1,21%   |
| Total de votos válidos    | Total de votos válidos       | 196.234 | 100,00% |
| Votos apurados            |                              |         |         |
| Votos válidos             | Votos válidos                | 196.234 | 88,06%  |
| Votos em branco           | Votos em branco              | 10.250  | 4,60%   |
| Votos nulos               | Votos nulos                  | 16.350  | 7,34%   |
| Total de votos apurados   | Total de votos apurados      | 222.834 | 100,00% |
| Eleitores                 |                              |         |         |
| Comparecimento            | Comparecimento               | 222.834 | 86,19%  |
| Abstenções                | Abstenções                   | 35.713  | 13,81%  |
| Total de eleitores        | Total de eleitores           | 258.547 | 100,00% |
| Total de seções: 634      |                              |         |         |

### Vereador
Resultado das eleições para os vereadores eleitos,  com 100% das 634 urnas apuradas, a tabela a seguir apresenta o nome do candidato, o partido, o número do candidato, a quantidade de votos, e a porcentagem de votos válidos.
| Candidato(a)                              | Partido | N°    | Votos | %VV  |
| ----------------------------------------- | ------- | ----- | ----- | ---- |
| Ana Tonelli                               | PMDB    | 15645 | 2.556 | 1,29 |
| Antonio Carlos Pereira Neto (Doca)        | PP      | 11605 | 3.337 | 1,68 |
| Domingos Fonte Basso (Mingo)              | PSDC    | 27651 | 1.908 | 0,96 |
| Durval Orlato                             | PT      | 13234 | 1.621 | 0,82 |
| Enivaldo Ramos de Freitas (Val)           | PTB     | 14123 | 4.101 | 2,07 |
| Fernando Bardi                            | PDC     | 12010 | 2.814 | 1,42 |
| Gustavo Martinelli                        | PSDB    | 45045 | 3.081 | 1,56 |
| José Carlos Ferreira Dias (Zé Dias)       | PDT     | 12620 | 2.740 | 1,38 |
| José Galvão Braga Campos (Tico)           | PSDB    | 45678 | 2.894 | 1,46 |
| Julio Cesar de Oliveira (Julião)          | PSDB    | 45000 | 3.076 | 1,55 |
| Leandro Palmarini (Leadro do Bicho Legal) | PV      | 43043 | 3.630 | 1,83 |
| Marcelo Gastaldo                          | PTB     | 14613 | 3.067 | 1,55 |
| Marilena Negro                            | PT      | 13001 | 2.019 | 1,02 |
| Paulo Sérgio Delegado                     | PV      | 43000 | 3.528 | 1,78 |
| Pastor Roberto Conde                      | PRB     | 10777 | 2.650 | 1,34 |
| Silvio Ermani                             | PV      | 43626 | 2.613 | 1,32 |